# Systaria
Systaria is een geslacht van spinnen uit de  familie van de Miturgidae (spoorspinnen).

## Soorten
- Systaria barkudensis (Gravely, 1931)
- Systaria bohorokensis Deeleman-Reinhold, 2001
- Systaria cervina (Simon, 1897)
- Systaria dentata Deeleman-Reinhold, 2001
- Systaria drassiformis Simon, 1897
- Systaria elberti (Strand, 1913)
- Systaria gedensis Simon, 1897
- Systaria hainanensis Zhang, Fu & Zhu, 2009
- Systaria insulana (Rainbow, 1902)
- Systaria leoi (Barrion & Litsinger, 1995)
- Systaria mengla (Song & Zhu, 1994)